# George Floyds død
George Floyds død fandt sted den 25. maj 2020, hvor George Floyd – en 46-årig sort mand – døde i forbindelse med en anholdelse i Minneapolis, Minnesota, USA. Under anholdelsen knælede Derek Chauvin – en hvid politibetjent – på Floyds nakke i ca. 8 minutter og 30 sekunder, efter Floyd var blevet iført håndjern og lå med ansigtet i asfalten. Yderligere to politibetjente, J. Alexander Kueng og Thomas Lane, hjalp Chauvin med at tilbageholde Floyd, mens en tredje politibetjent, Tou Thao, forhindrede omkringstående i at blande sig i anholdelsen.
De fire politibetjente besvarede en anmeldelse fra en butiksmedarbejder, hvori butiksmedarbejderen rapporterede, at Floyd angiveligt skulle have forsøgt at betale for en pakke cigaretter med en "falsk pengeseddel" (en falsk 20-dollarseddel) og endvidere virkede "frygtelig beruset" og "ikke i kontrol med sig selv". En af butiksmedarbejderne havde forsøgt at kræve, at Floyd returnerede cigarretterne, mens Floyd sad i sit køretøj. Interaktionen mellem Floyd og butiksmedarbejderne blev optaget af butikkens sikkerhedskamera. To politibetjente, J. Alexander Kueng og Thomas Lane, ankom efterfølgende til butikken, hvorefter politibetjentene forsøgte at gå i dialog og anholde Floyd, som på dette tidspunkt stadig befandt sig i sit køretøj. Indledningsvis adlød Floyd ikke alle de instruktioner, som politimændene kom med, men det endte med, at politimændene fik lagt Floyd i håndjern. Efterfølgende ankom to yderligere politibetjente, Derek Chauvin og Thomas Lane, hvorefter Chauvin overtog kommandoen. I fællesskab forsøgte de fire politibetjente at få Floyd sat ind på bagsædet i en af politibilerne. Floyd ydede dog modstand og beklagede sig over, at han bl.a. led af klaustrofobi og ikke kunne få vejret. Som følge af Floyds modstand, mislykkes betjentene med at få Floyd sat ind i politibilen. I stedet tilbageholdes Floyd ved, at han bliver placeret med hovedet i asfalten ved siden af politibilen, mens tre af betjente bruger deres kropsvægt til at holde ham nede. På forskellige private videooptagelse, der blev offentliggjort umiddelbart efter hændelsen, ses Chauvin knæle på – hvad der ligner – Floyds hals, mens Floyd siger, at han ikke kan få vejret (engelsk: "I can't breathe"). Floyd mister afslutningsvis bevidstheden, hvorefter nogle førstehjælpsreddere ankommer til stedet og forsøger, forgæves, at yde førstehjælp til Floyd, som på dette tidspunkt er afgået ved døden.
Hændelsen blev filmet af flere tilstedeværende, der bad Chauvin om at fjerne sit knæ fra Floyds hals. Ligeledes var politibetjentene iført kropskameraer, som ligeledes optog hele interaktion med Floyd. Selvom optagelserne fra betjenes kropskameraer i sidste ende også blev offentliggjort, skete dette først måneder efter selve hændelsen og offentliggørelsen af de private videooptagelser. Dagen efter anholdelsen – efter flere øjenvidner havde offentliggjort deres videooptagelser af hændelsen – blev alle fire politibetjente fyret. To obduktionsrapporter fandt efterfølgende, at Floyd var blevet dræbt, selvom de to rapporters konklusioner, hvad angår dødsårsag, ikke er forendelige.
Chauvin blev sigtet for forskellige grader af mord (engelsk: 'murder') og manddrab (engelsk: 'manslaughter'), mens Kueng, Lane og Thao er sigtet for at have bistået Chauvin med drabet. Chauvins retssag begyndte d. 8 marts 2021, mens retssagen mod de tre andre politibetjente er fastlagt til at starte d. 23. august 2021. Den 12. marts 2021 indgik Minneapolis et forlig med Floyds familie, hvori de accepterede at betale 27 millioner dollars som følge af Floyds død.
Hændelsen, herunder særligt diverse videooptagelser, skabte store opmærksomhed verden over. I USA ledte hændelsen til store demonstrationer arrangeret af Black Lives Matter rundt omkring i diverse amerikanske byer. Flere af demonstrationer i USA blev ledsaget af forskellige former for hævelse, vold, gadekampe og andre former for kriminalitet. Præsident Donald Trump endte i flere tilfælde med at godkende indsættelsen af ekstra politifolk for at nedbringe den vold, som opstod i forlængelse af demonstrationerne.

## Obduktion
Ifølge en obduktion, der er bestilt af afdødes familie døde Floyd dels, fordi en politimand under anholdelsen sad med sit ene knæ på Floyds hals i 8:46 minutter, på trods af, at han gentagne gange sagde "I can't breathe" (at han ikke kunne få vejret). Dels pga. vægten af to andre betjente, der sad ovenpå ham. Han fejlede ikke noget før anholdelsen og var død ved ambulancens ankomst. Denne obduktionsrapport modsiger dog en tidligere undersøgelse, der hævdede, at der ikke var tegn på kvælning, men at det skyldtes fastholdelsen samt evt. rusmidler og en hjertesygdom. Betjenten, der holdt sit knæ på Floyds hals, Derek Chauvin, er anholdt og sigtet for drab. Tre andre tilstedeværende betjente betragtes af den lokale politichef som værende medskyldige. Alle fire betjente er blevet afskediget.
George Floyd blev begravet 9. juni 2020 klokken 11, lokal tid, i Houston, Texas. Den tidligere bokser Floyd Mayweather, Jr. har tilbudt at betale for begravelsen.

## Demonstrationer
Hændelsen skabte demonstrationer og gadekampe over hele USA og i andre lande under slagordet Black Lives Matter i protest mod hvide menneskers behandling af sorte mennesker i USA. Pr. 1. juni 2020 var der blevet anholdt 4000 personer i forbindelse med demonstrationer og optøjer i blandt andet Washington D.C., New York og Philadelphia. Af samme årsager er der indført udgangsforbud i 40 byer rundt om i USA. Derudover er Nationalgarden sat ind i ca. 15 byer.
I København demonstrerede 2000 mennesker 31. maj 2020 foran den amerikanske ambassade. 7. juni samlede en ny demonstration, arrangeret af Black Lives Matter Denmark, 15.000 personer samme sted.

## Retssag

### Derek Chauvin
Retsopgøret mod Chauvin blev indledt d. 8. marts 2021 i Minneapolis, Minnesota.
Chauvin var her anklaget for henholdsvis andengrads uforsætlig mord (engelsk: "second-degree murder"), tredjegrads uforsætlig mord (engelsk: "third-degree murder") og andengrads manddrab (engelsk: "second-degree manslaughter"). Den mest alvorlige anklage var andengrads mord, som potentielt kunne medføre 40 år fængsel, selvom delstatens retningslinjer generelt anbefalede en dom på mellem 10 og 15 års fængsel for sådanne forseelser. Denne anklage hævdede, at Chauvin – selvom han ikke havde til hensigt at forårsage Floyds død – forårsagede Floyds dødsfald, som følge af en anden forbrydelse (et andet overfald). Andengrads manddrab var den mindst alvorlige anklage, hvor delstatens retningslinjer generelt anbefalede en dom på mellem 3 og 5 års fængsel. Denne anklage hævdede, at Chauvin – som følge af uagtsomme handlinger – forårsagede Floyds dødsfald, da han var bekendt med, (1) at hans handlinger potentielt kunne føre til et dødfald eller alvorlig legemsbeskadigelse, og (2) han var skyldig i at udsætte Floyd for en urimelig risiko heri. Den sidste anklage, tredjegrads uforsætlig mord, var mere kontroversiel og var, som følge heraf, først blev fjernet af dommeren, for derefter på ny at blive genindsat i anklageskriftet. Denne anklage hævdede, at Chauvin – selvom han ikke havde til hensigt at forårsage Floyds død – forsagede Floyds død ved at begå en handling, der var yderst farlig for andre, og Chauvin i denne forbindelse udviste en fordærvet sindstilstand, som ikke udviste hensyntagen til menneskelivet. Det kontroversielle i denne anklage lå i, at der med en "fordærvet sindstilstand" normalvis forstås, at en person udføre en handling, der udsætter alle i nærheden for en risiko for at afgå ved døden – ikke kun Floyd.
Derek Chauvin blev 20. april 2021 ved Retten i Hennepin County kendt skyldig i alle tre anklagepunkter, og fik 22,5 års fængsel.